# Sphenoptera brechteli
Sphenoptera brechteli es una especie de escarabajo del género Sphenoptera, familia Buprestidae. Fue descrita científicamente por Niehuis en 2003.

## Distribución
Habita en la región paleártica.